# Portimão
Portimão [puɾtiˈmɐ̃u] ist eine Stadt (Cidade) in der Region Algarve, Portugal. Sie ist Sitz des gleichnamigen Kreises. Am 19. April 2021 hatte der Kreis 59.845 Einwohner auf einer Fläche von 182,1 km².

## Geschichte
Die Ursprünge menschlicher Besiedlung im Kreisgebiet gehen bis auf die Jungsteinzeit zurück. Auch aus der Zeit der römischen Bewohner sind eine Vielzahl Spuren erhalten geblieben, darunter Gefäße, Münzen und Gebäudereste. Die Araber hinterließen insbesondere botanische und architektonische Spuren, darunter zu heutigen Kapellen umfunktionierte Gebäude oder markante Schornsteine im Häuserbau.
Nach Abschluss der Reconquista wurde der Ort als Vila Nova de Portimão erst im 15. Jahrhundert unter König Dom Afonso V wieder nennenswert bevölkert. Im Zuge der aufkommenden Portugiesischen Entdeckungsreisen nahm die Bedeutung des Hafenortes zu. Nach den Zerstörungen, die der Ort beim Erdbeben von Lissabon 1755 erlitt, erholte sich Portimão nur langsam. Erst im 19. Jahrhundert, mit der Entwicklung der Nahrungsmittelindustrie (insbesondere Konservenfabriken, Trockenfrüchte und Fischerei und Weiterverarbeitung der Fänge), erhielt der Ort einen wesentlichen Entwicklungsschub. 1924 wurde Portimão zur Stadt (Cidade) erhoben, durch Staatspräsident Manuel Teixeira Gomes, der selbst aus Portimão stammte.
1975 wurde in der Kreisgemeinde Alvor das Alvor-Übereinkommen über die Unabhängigkeit der ehemaligen portugiesischen Besitzung Angola geschlossen.

## Verwaltung

### Kreis
Portimão ist Verwaltungssitz eines gleichnamigen Kreises (Concelho bzw. Município). Die Nachbarkreise sind (im Uhrzeigersinn im Norden beginnend): Monchique, Silves, Lagoa, Lagos sowie der Atlantik.
Die folgenden Gemeinden (freguesias) liegen im Kreis Portimão:

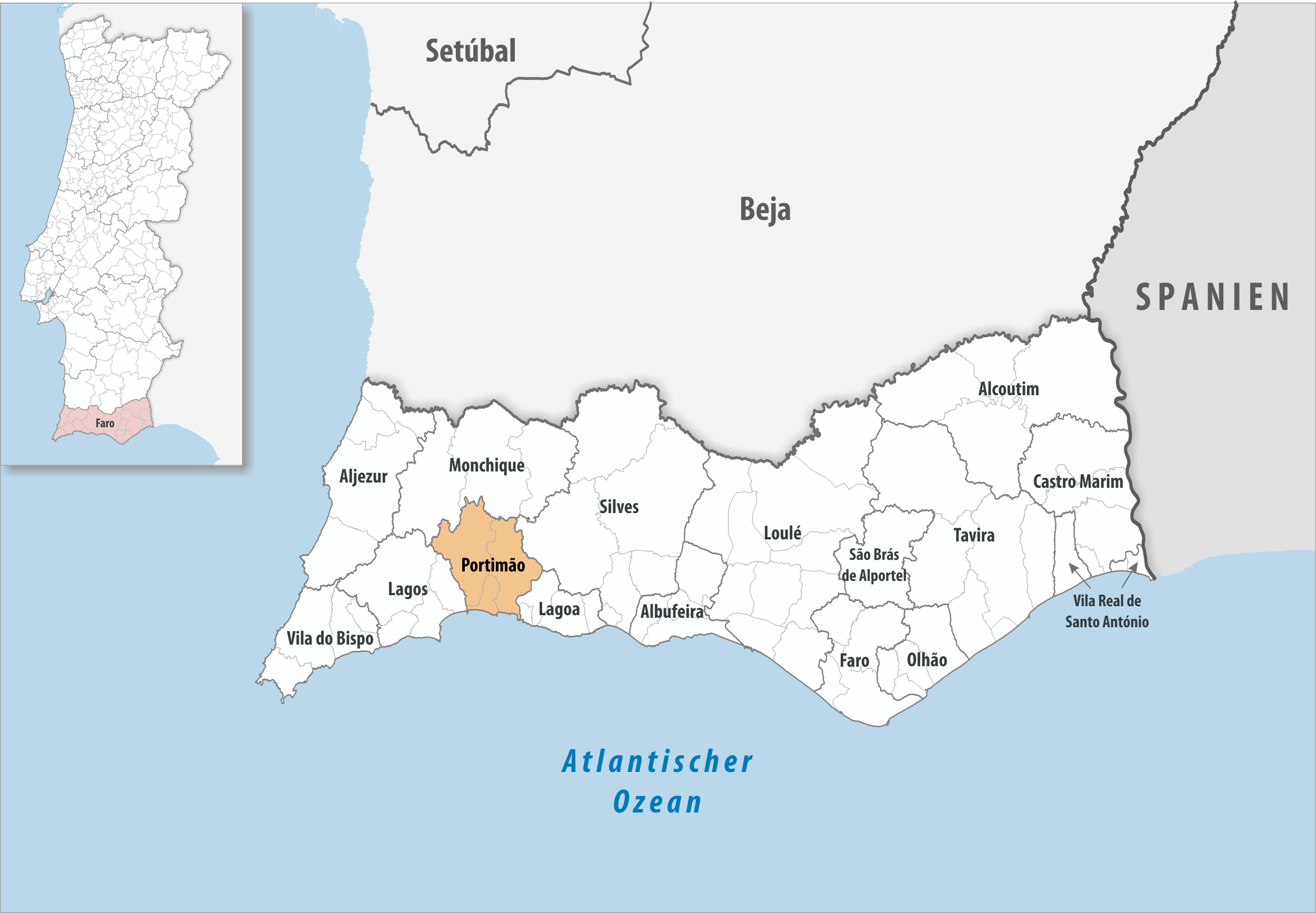
Kreis Portimão

| Gemeinde           | Einwohner (2021) | Fläche km² | Dichte Einw./km² | LAU- Code |
| ------------------ | ---------------- | ---------- | ---------------- | --------- |
| Alvor              | 6.314            | 15,25      | 414              | 081101    |
| Mexilhoeira Grande | 4.313            | 91,15      | 47               | 081102    |
| Portimão           | 49.218           | 75,66      | 651              | 081103    |
| Kreis Portimão     | 59.845           | 182,06     | 329              | 0811      |

### Kommunaler Feiertag
- 11. Dezember

### Städtepartnerschaften
- Venezuela: Guanare (seit 1977)
- Frankreich: Villemomble (seit 1988)
- Guinea-Bissau: Buba (seit 1989)
- Portugal: Vila Real (seit 1989)
- Kap Verde: São Vicente (seit 1998)[7]

## Verkehr
Portimão erhielt 1876 mit der Ponte Velha eine Brücke über den Rio Arade und damit eine direkte Straßenverbindung nach Faro. Günstige Straßenanbindung gibt es eher küstennah über die N125 und alternativ etwas inländischer über die Autobahn A22 nach Norden (z. B. Lissabon über die A2 bei Paderne), Osten (z. B. Faro) und Westen, z. B. nach Lagos oder Sagres.
Portimão ist über die Bahnstrecke Linha do Algarve mit Lagos und über die Eisenbahnbrücke Portimão mit Faro und Vila Real de Santo António verbunden. In der Stadt wird ein Stadtbusverkehr des Unternehmens Vai e Vem mit zahlreichen Stadtbuslinien betrieben. Zudem ist Portimão ist im Regionalbusnetz des Unternehmens Vamus eingebunden. Zudem fahren Fernbusse, z. B. von Lissabon, die Stadt an.
Mit dem Porto de Portimão verfügt die Stadt über einen Hafen, zu dem ein Frachthafen, ein Yachthafen und ein Fährterminal für Fähren und Kreuzfahrtschiffe gehört. Zeitweise gab es eine durch das spanische Unternehmen Naviera Armas betriebene Fährverbindung nach Madeira und zu den Kanaren.
Der nächstgelegene Flugplatz für kleinere Flugzeuge ist der von der Stadt betriebene Aerodromo Municipal de Portimão, der etwa sieben Kilometer entfernt ist. Auch Flugshows wie das Portimão Air Festival finden hier statt.

## Tourismus
Portimão ist ein Urlaubsort und touristisches Zentrum der westlichen Algarve. Die Stadt hat ihren Hafen nach der Ausbaggerung des Rio Arade in den vergangenen Jahren kontinuierlich ausgebaut. Der Hafen dient mittlerweile als Anlegestelle unter anderem für Kreuzfahrtschiffe, die regelmäßig in Portimão fest machen. Er ist darüber hinaus auch Heimathafen der Karavelle „Santa Bernarda“, die Rundfahrten entlang der Felsalgarve anbietet.
Die Stadt verfügt über einen Yachthafen und zahlreiche Strände, von denen Praia da Rocha aufgrund seiner Felsformationen einer der bekanntesten der Algarve ist.

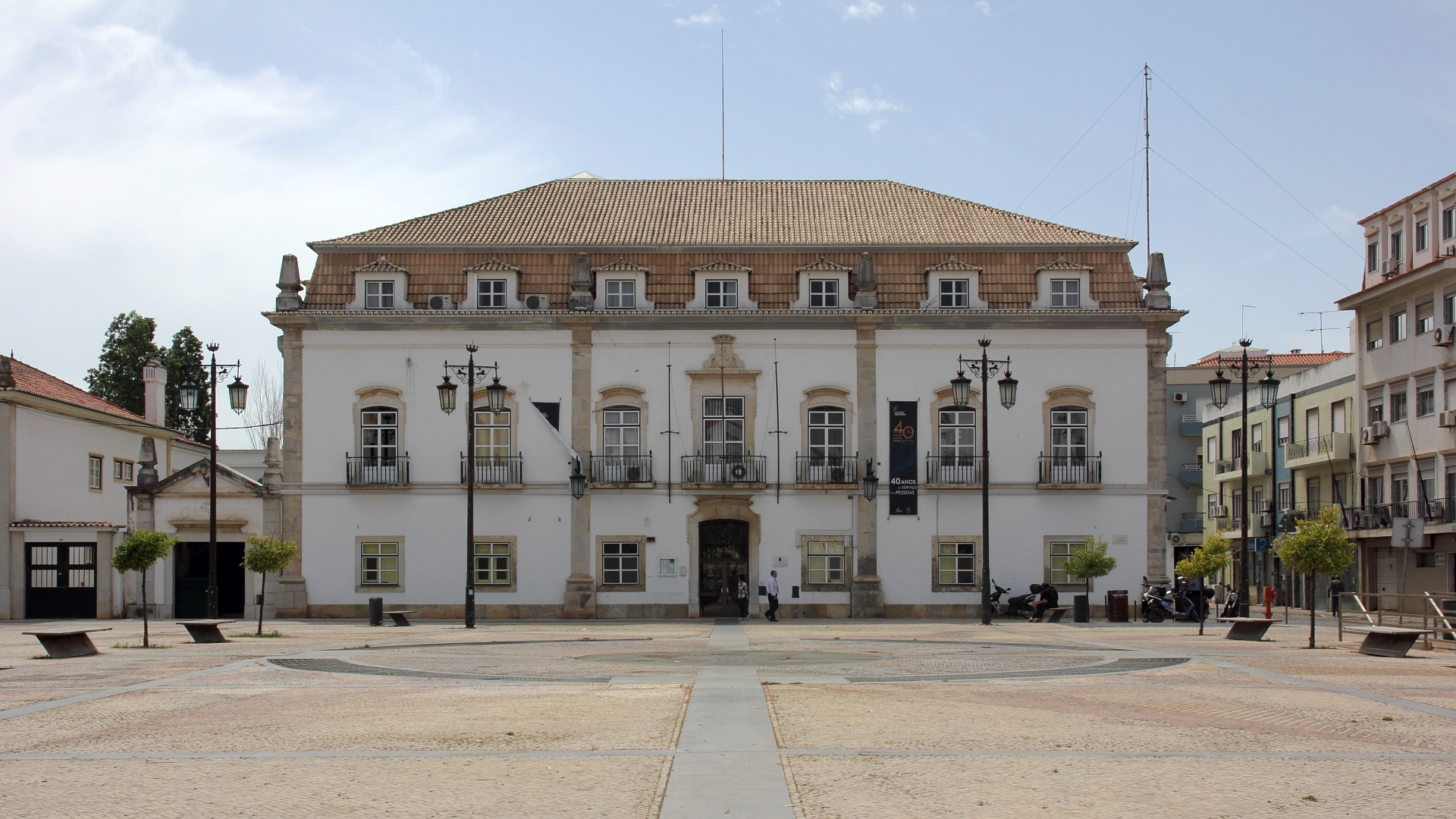
Portimão: Rathaus
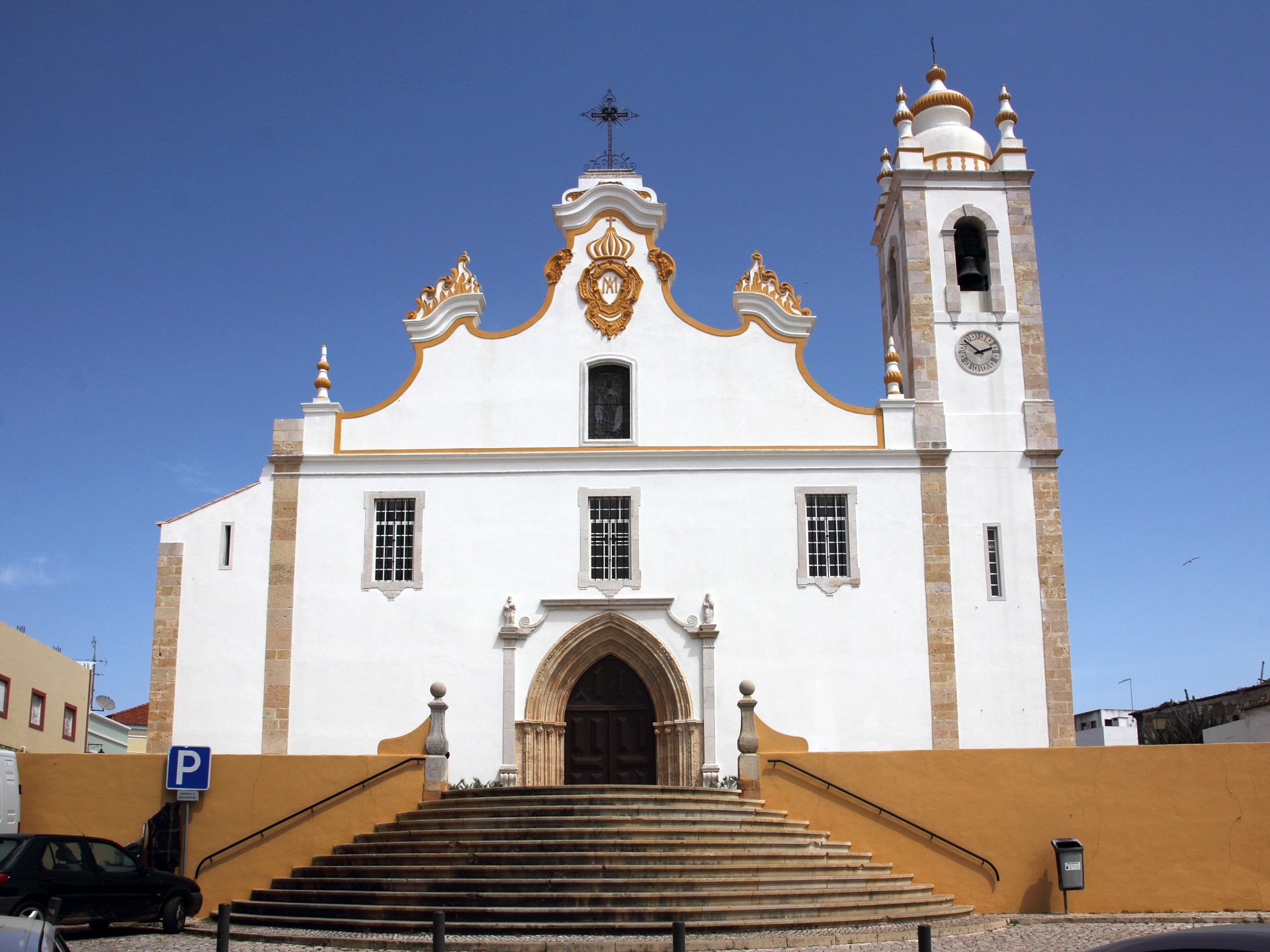
Portimão: Igreja Matriz
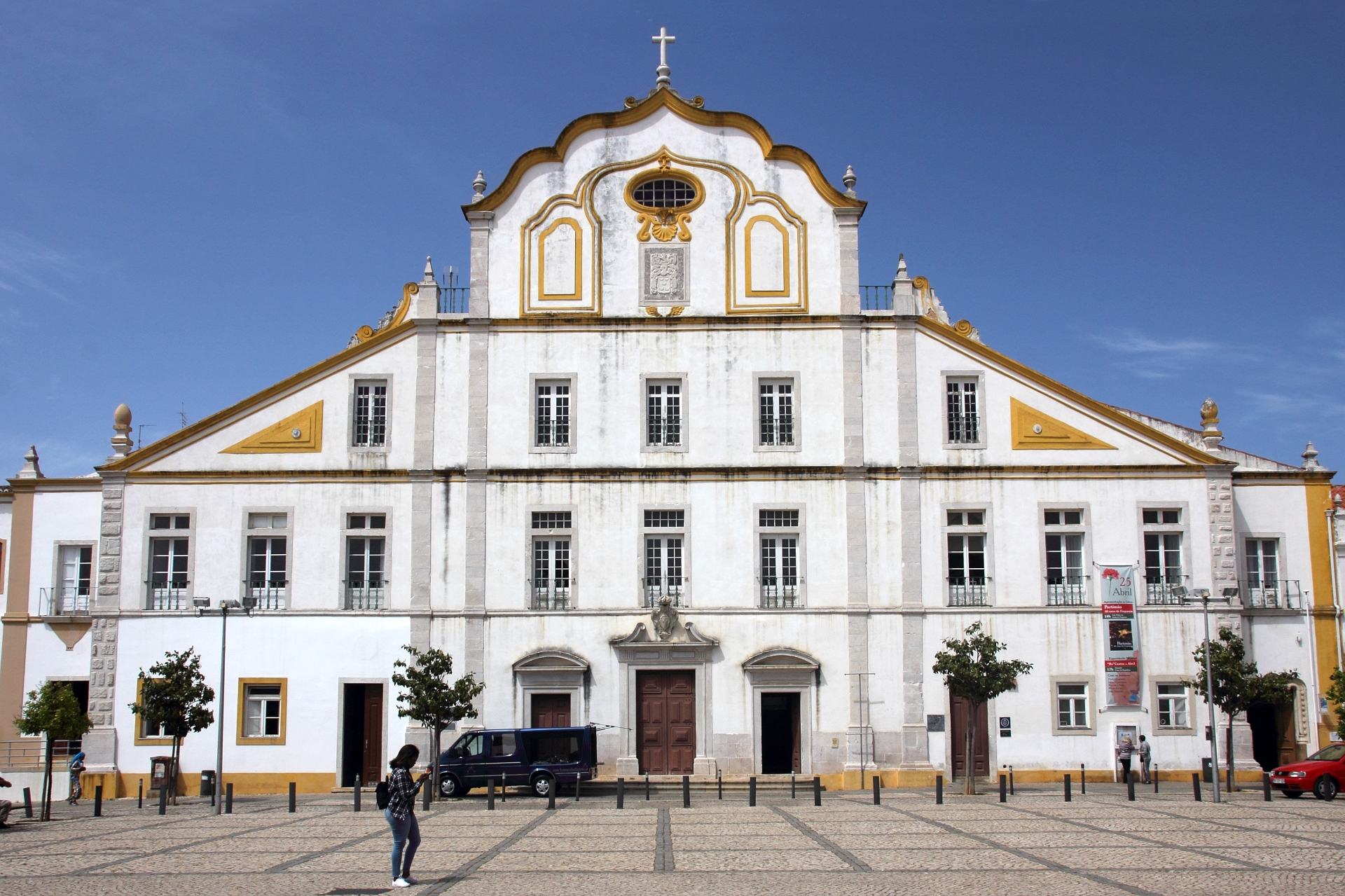
Portimão: Jesuitenkolleg
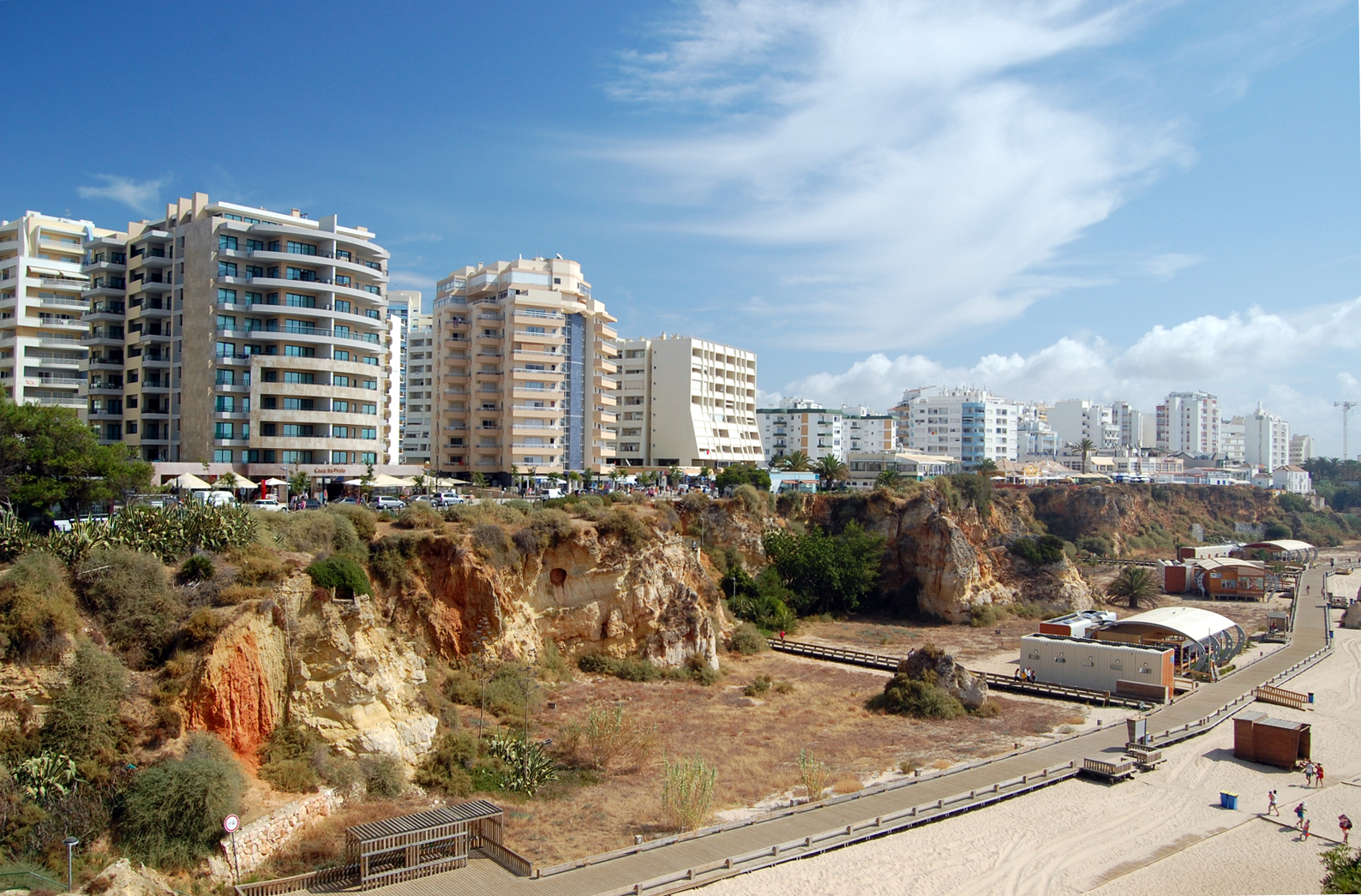
Am Strand von Praia da Rocha
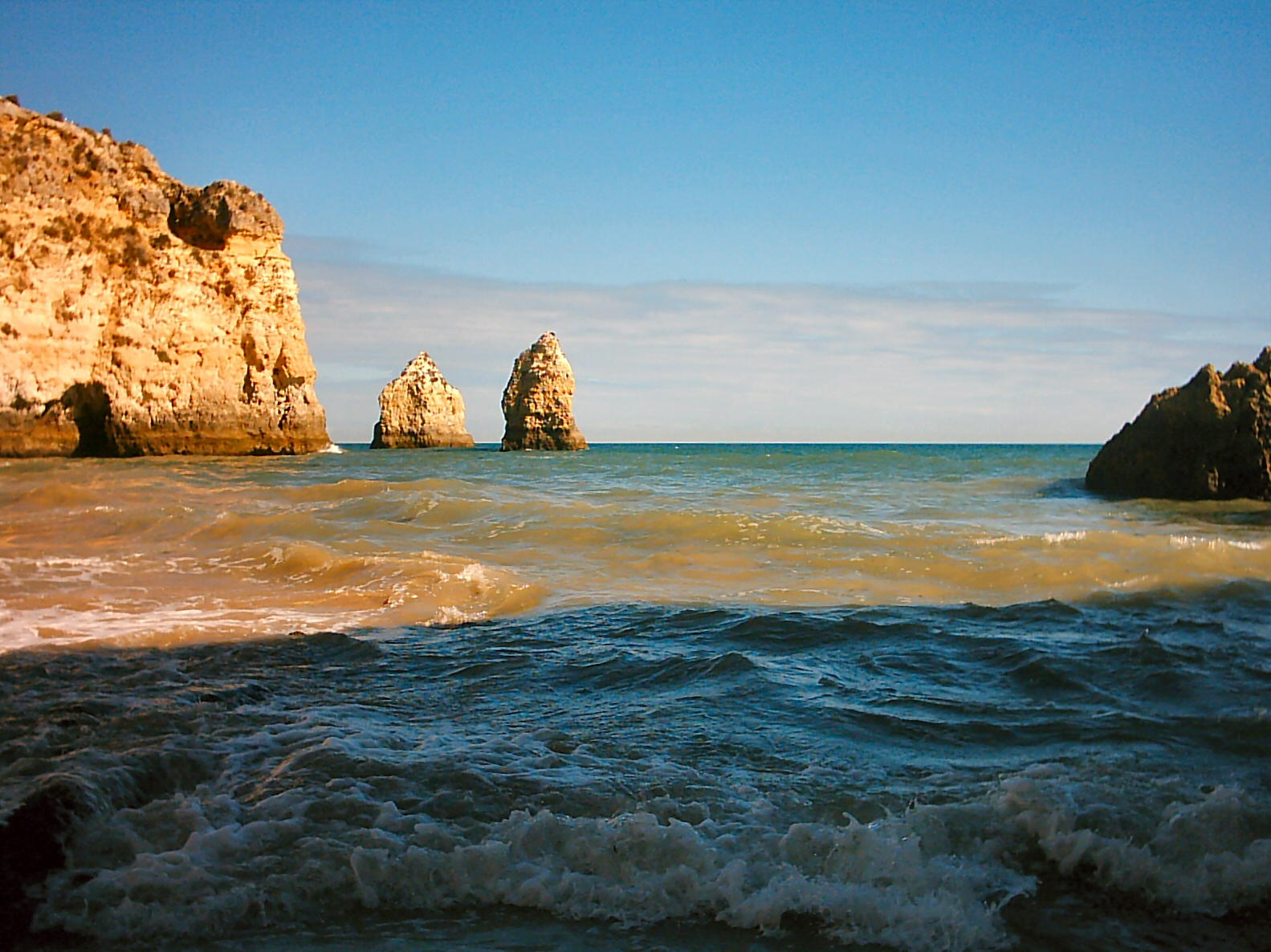
Felsformation Praia do Algarve, Portimão
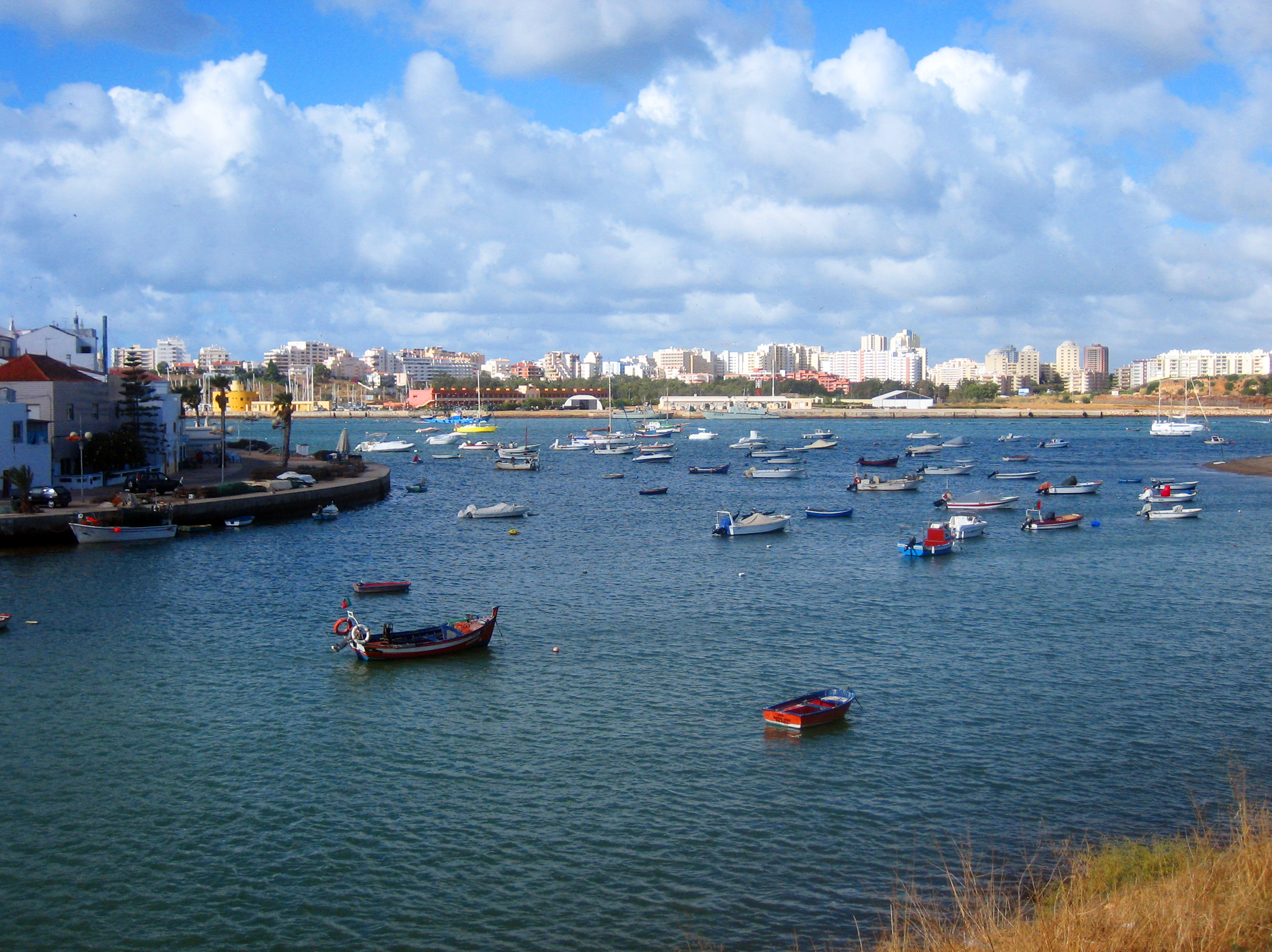
Skyline von Portimão, vom Hafen in Ferragudo aus gesehen
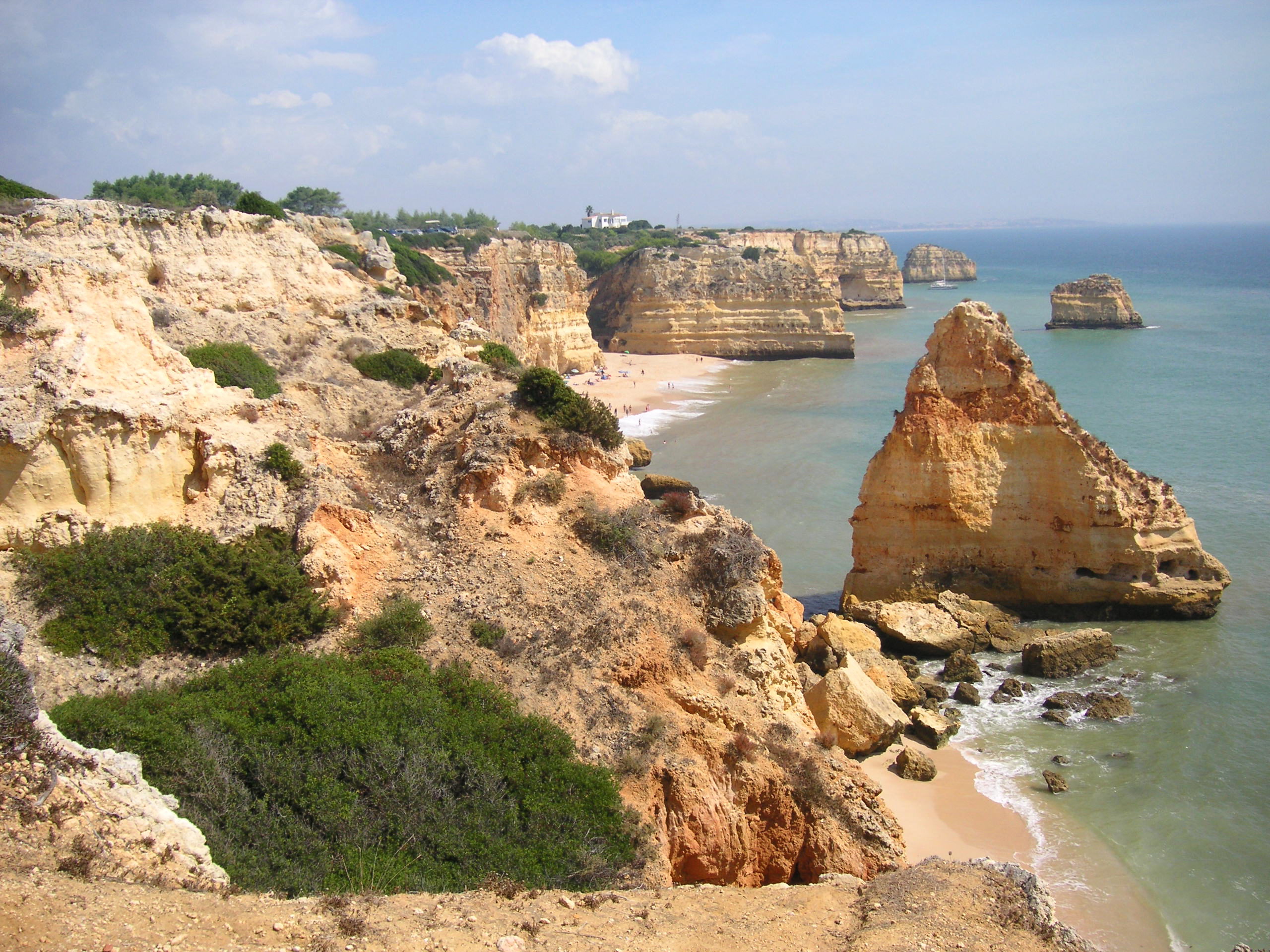
Küste bei Portimão
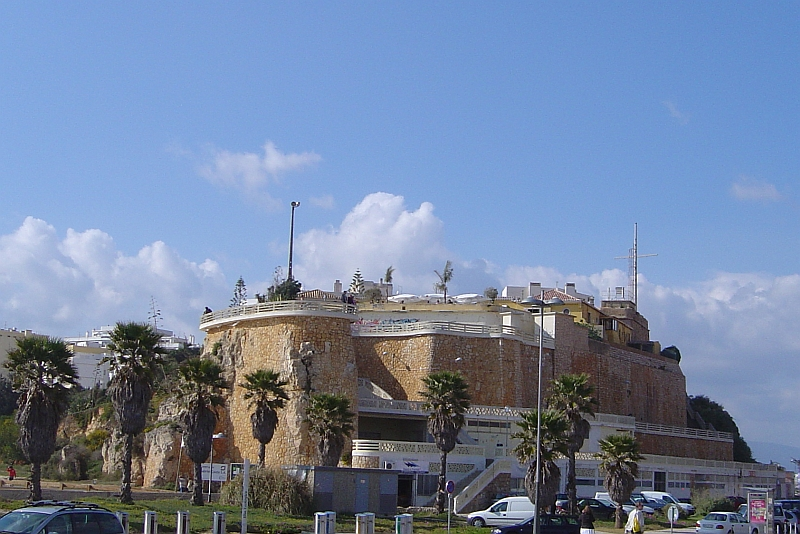
Die frühere Festungsanlage Forte Santa Catarina
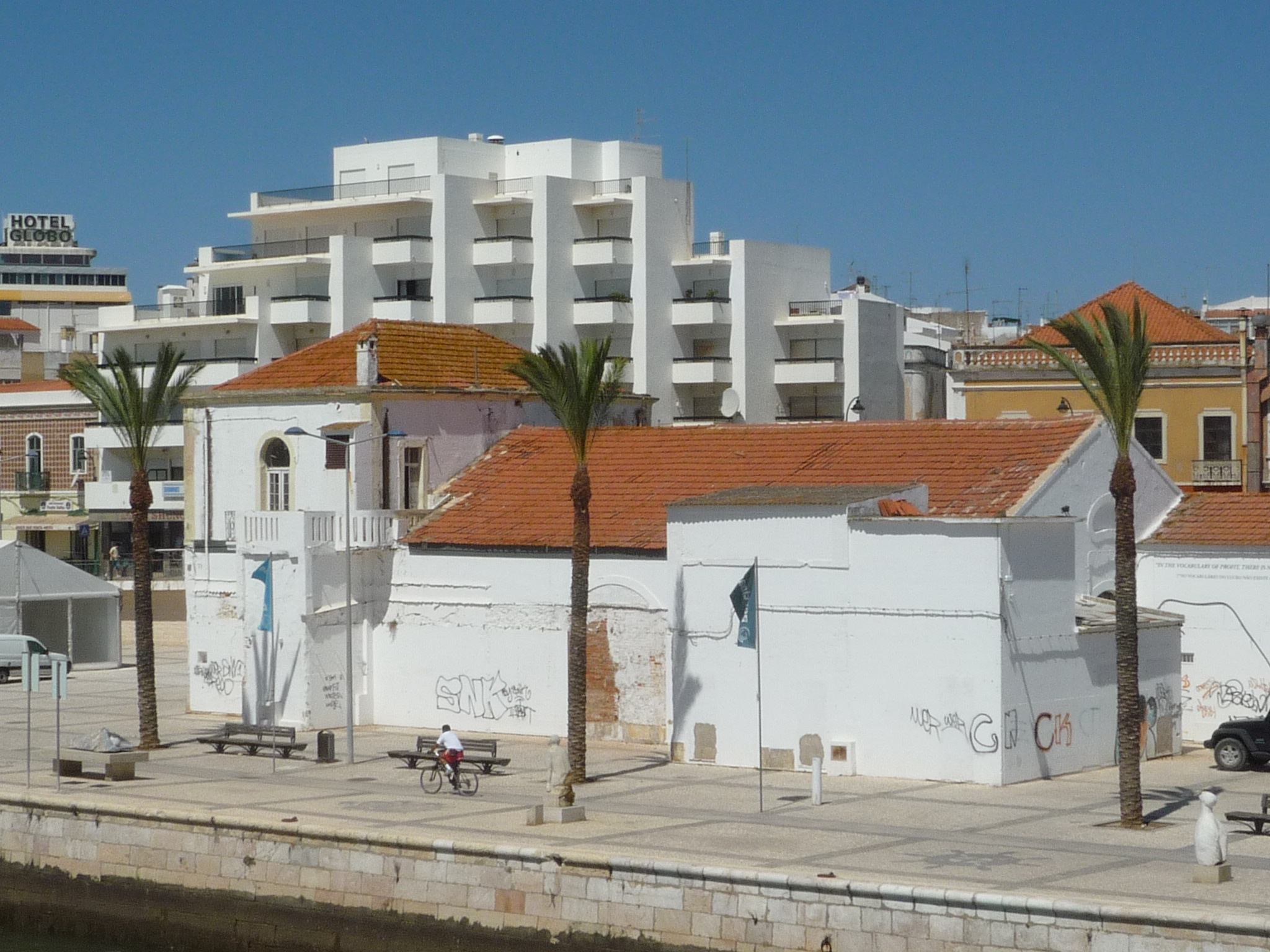
Am Gebäude des historischen Sklavenmarktes
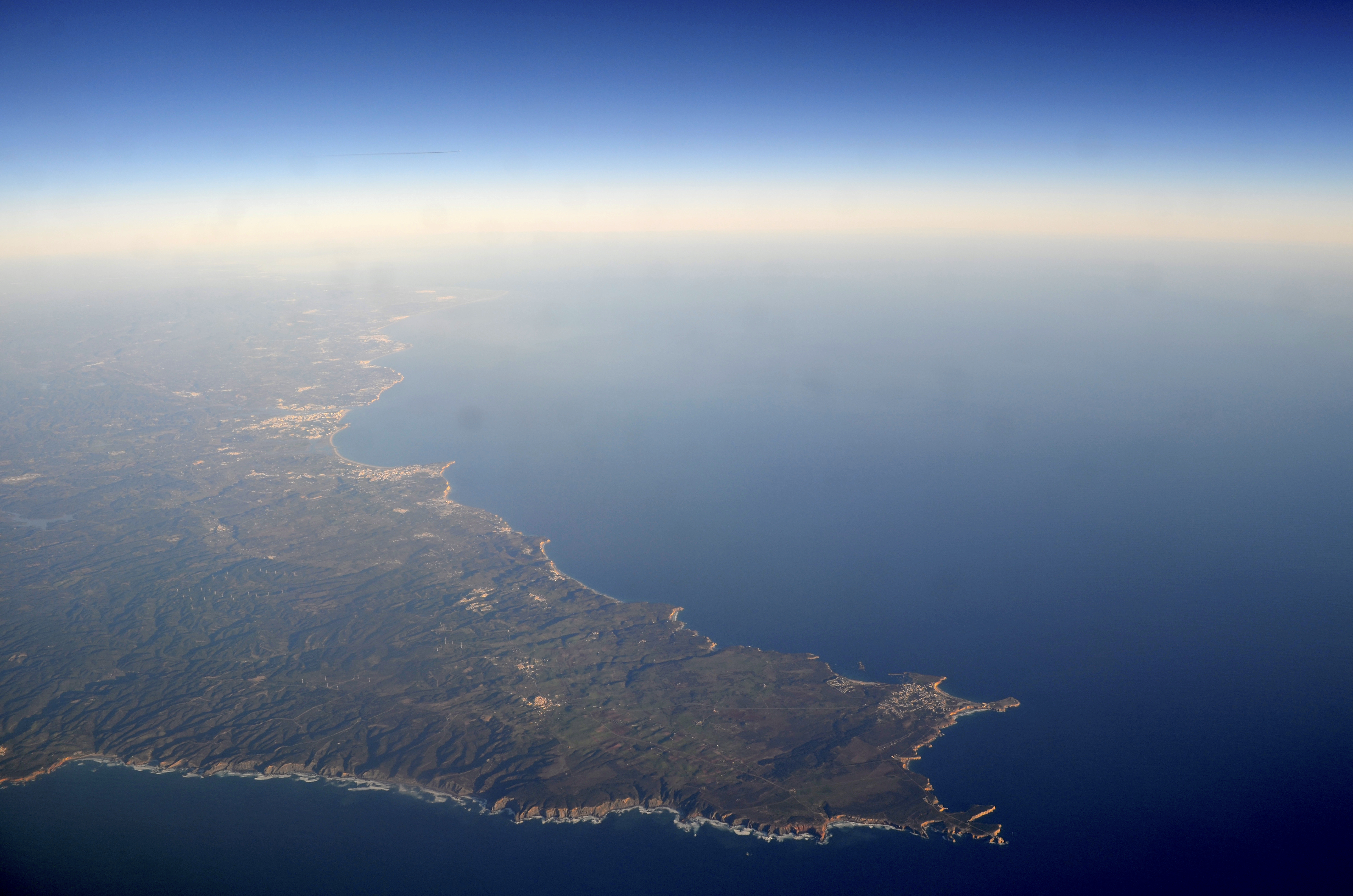
Küste bei Portimão von oben gesehen
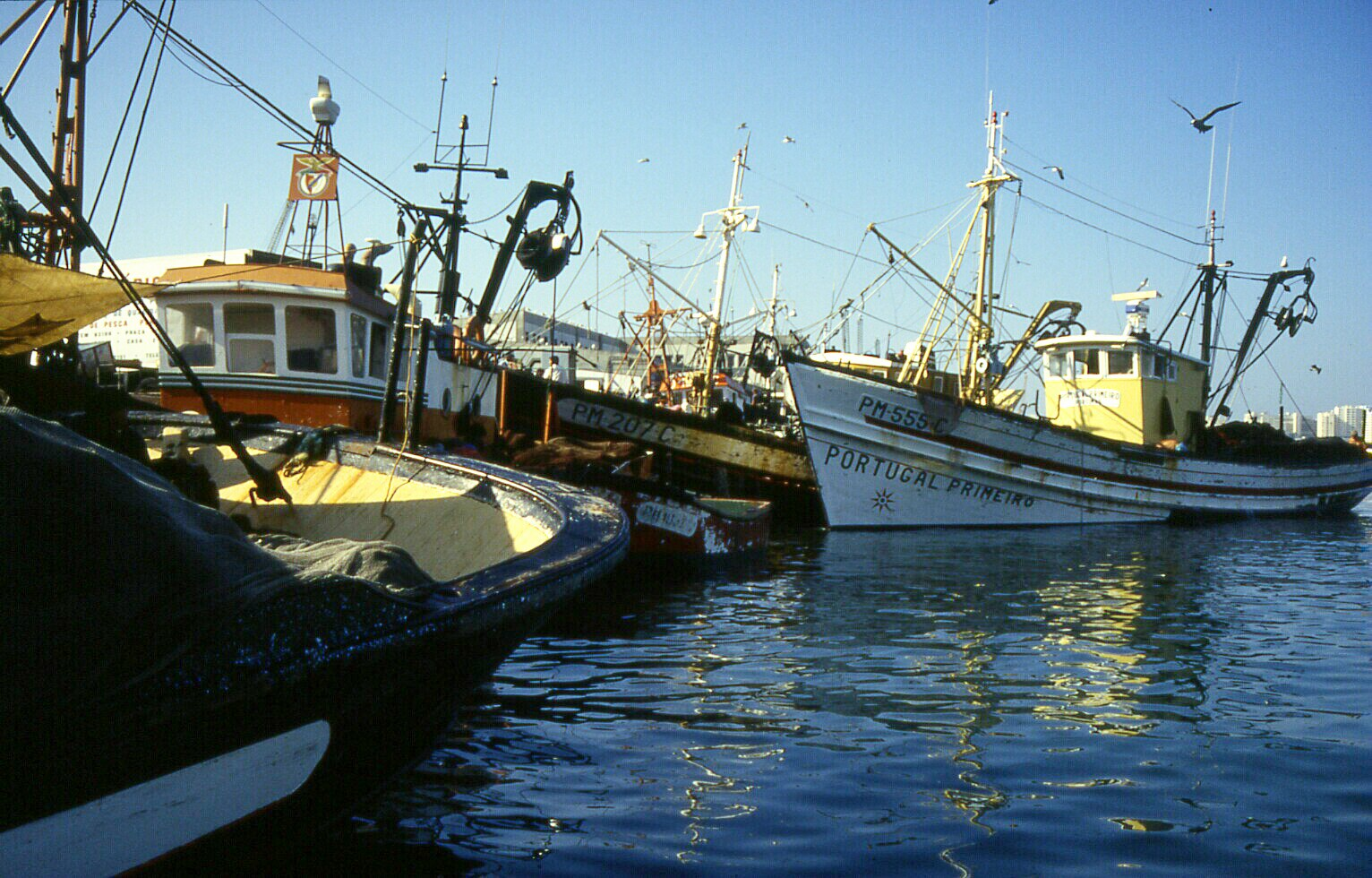
Am Hafen (1994)
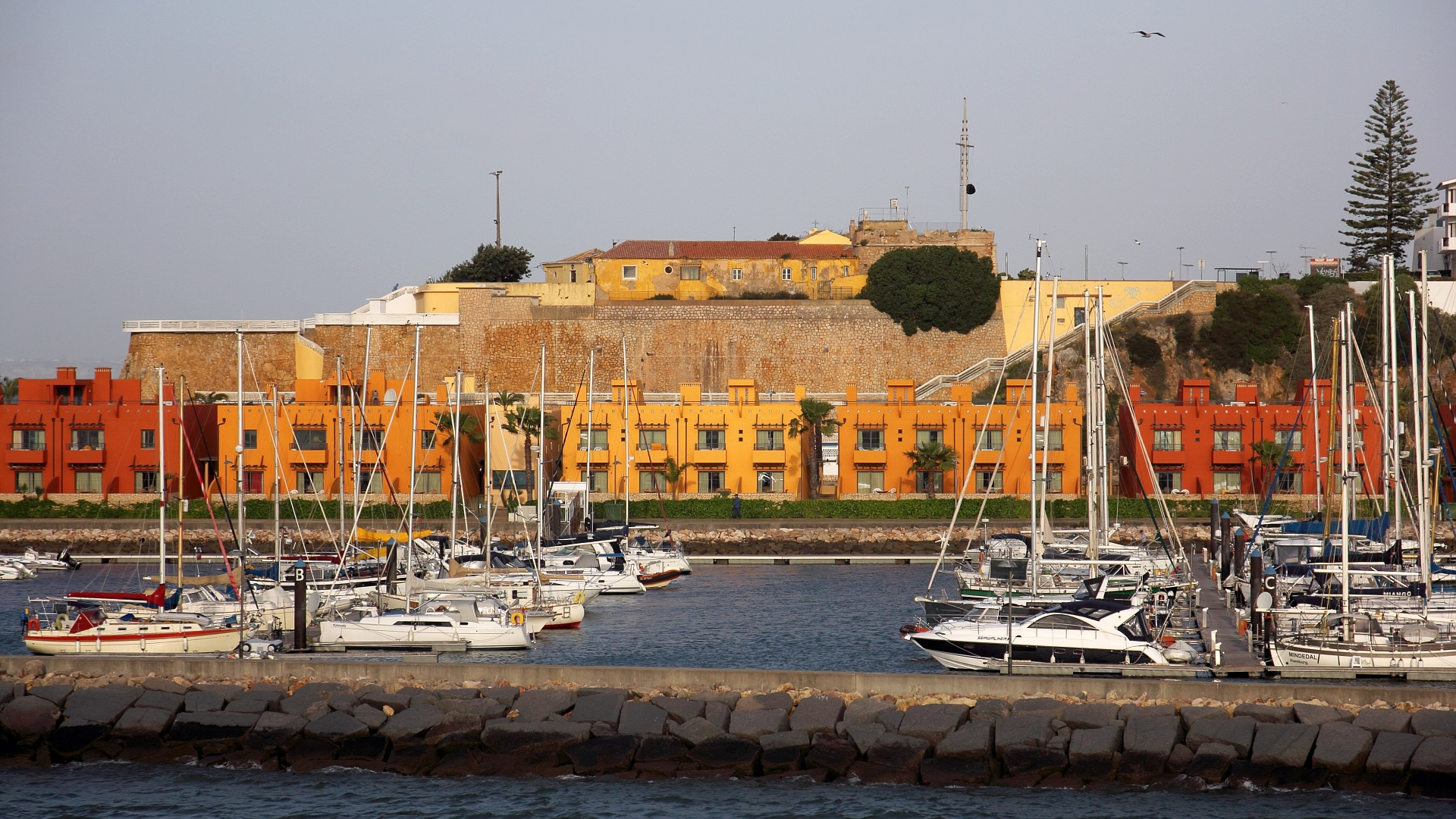
Portimão: Forte Santa Catarina und Marina

## Sport

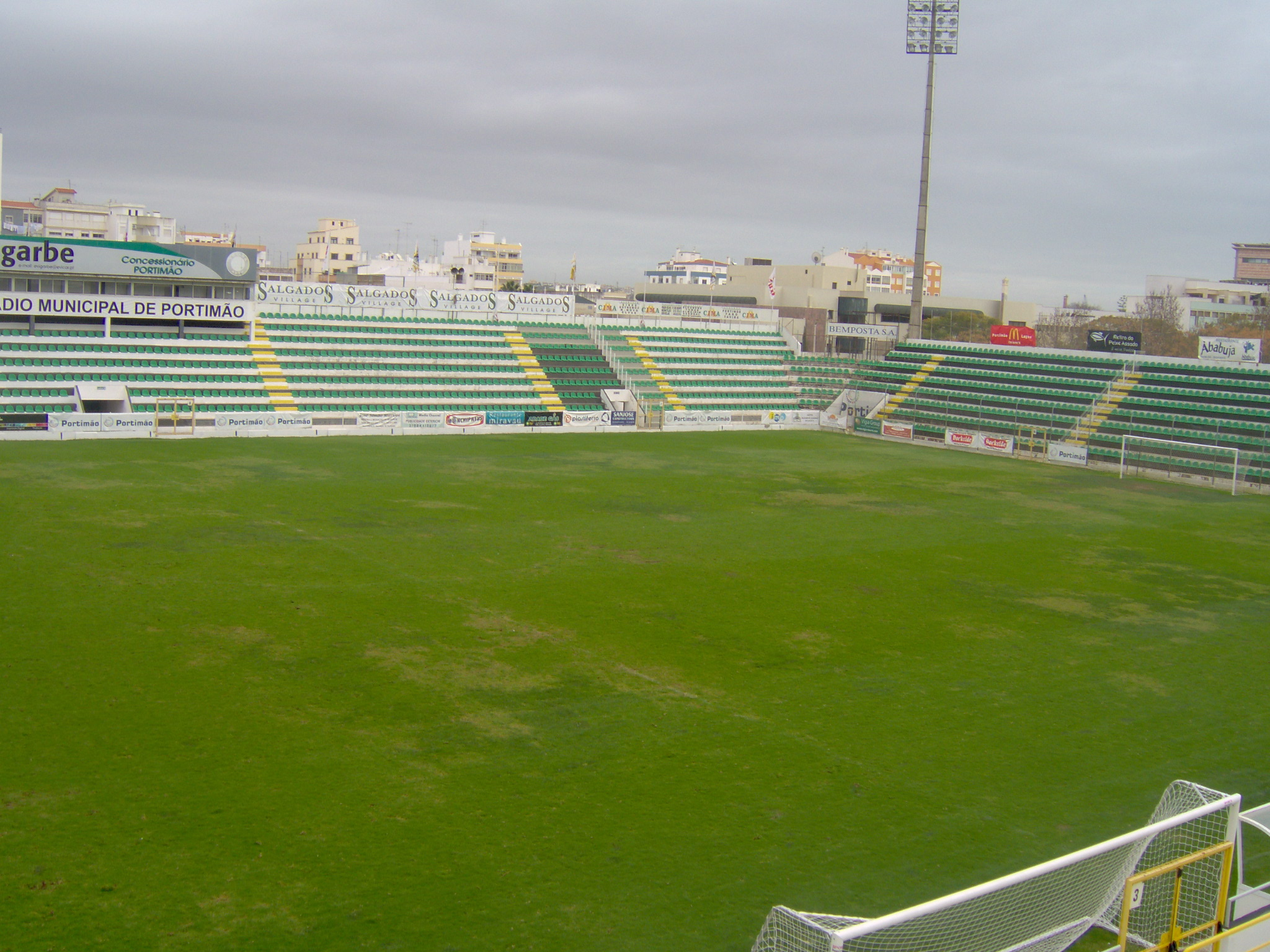
Das Fußballstadion Estádio Municipal de Portimão

### Motorsport
In Portimão befindet sich mit dem neuen Autódromo Internacional do Algarve eine moderne Rennstrecke. Darauf werden seit 2009 Superbike-WM- und A1-Grand-Prix-Rennen ausgetragen. Des Weiteren führte die Formel 1 vor der Saison 2009 auf dem Kurs Wintertests durch. Darüber hinaus fand dort im Jahr 2020 zum ersten Mal ein Formel-1-Rennen statt. Dies geschah, weil wegen der COVID-19-Pandemie einige Rennen abgesagt werden mussten, für die z. T. andere Rennstrecken einsprangen, welche ursprünglich nicht im Kalender standen.
Die Stadt war Zielort der ersten Etappe der Rallye Dakar 2006.

### Fußball
Der Ort beheimatet den Fußballverein Portimonense Sporting Clube, der zurzeit in der höchsten portugiesischen Spielklasse, der Primeira Liga spielt. Er trägt seine Heimspiele im städtischen Estádio Municipal de Portimão aus.
Der Praia-da-Rocha-Strand in Portimão ist jährlicher Austragungsort des internationalen Strandfußballturniers Mundialito de Futebol de Praia.

### Segeln
Mit dem Portimão Global Ocean Race wird hier regelmäßig eine international beachtete Segelregatta um die Welt organisiert.

## Söhne und Töchter der Stadt
- João Pinto Delgado (1580–1653), Schriftsteller, bedeutender kryptojüdischer Lyriker
- Damião António de Lemos Faria e Castro (1715–1789), Historiker und Autor
- José Joaquim Nunes (1859–1932), geistlicher Philologe, Lexikograph und Hochschullehrer
- Manuel Teixeira Gomes (1860–1941), Politiker und Schriftsteller, 1923–25 Staatspräsident
- Alfredo Mascarenhas (1882–1945), Opernsänger
- Agostinho Fernandes (1886–1972), Unternehmer, Publizist und Kunstsammler
- Armando de Miranda (1904–1975), Journalist und Filmregisseur, ab 1951 in Brasilien
- António Jorge (1904–1988), Schauspieler
- Stella Piteira Santos (1917–2009), Widerstandskämpferin gegen die Salazar-Diktatur
- José Manuel Tengarrinha (* 1932), Politiker, Autor und Pädagoge, Mitbegründer der Partei MDP/CDE
- Candeias Nunes (1935–2011), Lyriker, Vater des Jorge Candeias
- Nuno Júdice (1949–2024), Schriftsteller
- Jorge Candeias (* 1966), Autor, Übersetzer und Publizist von Fantasy- und Science-Fiction-Literatur, Meeresbiologe
- Mad Dog (* 1973), Wrestler
- João Vieira (* 1976), Leichtathlet, olympischer Geher
- Sérgio Vieira (* 1976), Leichtathlet, olympischer Geher, Zwillingsbruder des João Vieira
- João José (* 1978), Volleyballnationalspieler, spielte neun Jahre in Deutschland beim VfB Friedrichshafen
- Bruno Caetano (* 1979), Animator und Filmproduzent
- Tony de Portugal (* 1982), Wrestler
- Edmundo Vieira (* 1983), Mitglied der Boygroup D’ZRT
- João Moutinho (* 1986), Fußballspieler
- Cláudia Neto (* 1988), Fußballspielerin, Kapitän der Nationalmannschaft der Frauen
- Gilberto Duarte (* 1990), Handballspieler
- Jimmy Best (* 1991), Wrestler
- Angélica André (* 1994), Schwimmerin
- João Simões (* 2007), Fußballspieler

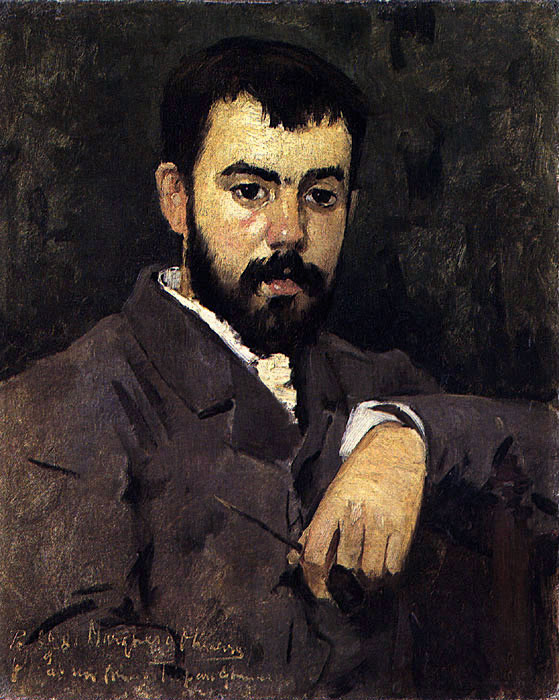
Manuel Teixeira Gomes (Bild von 1881)
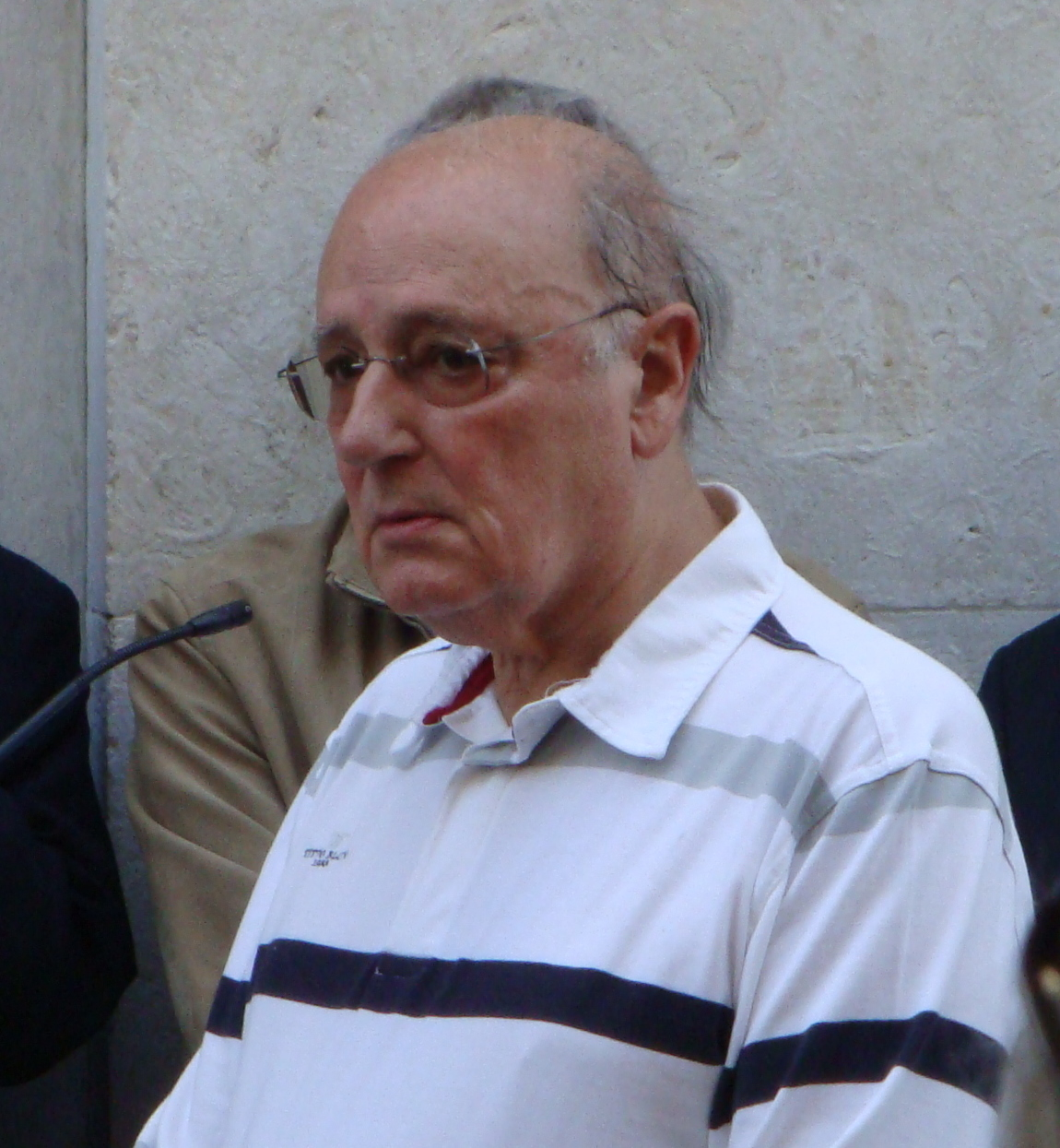
José Manuel Tengarrinha, am 25. April 2010 (zum 36. Jahrestag der Nelkenrevolution)
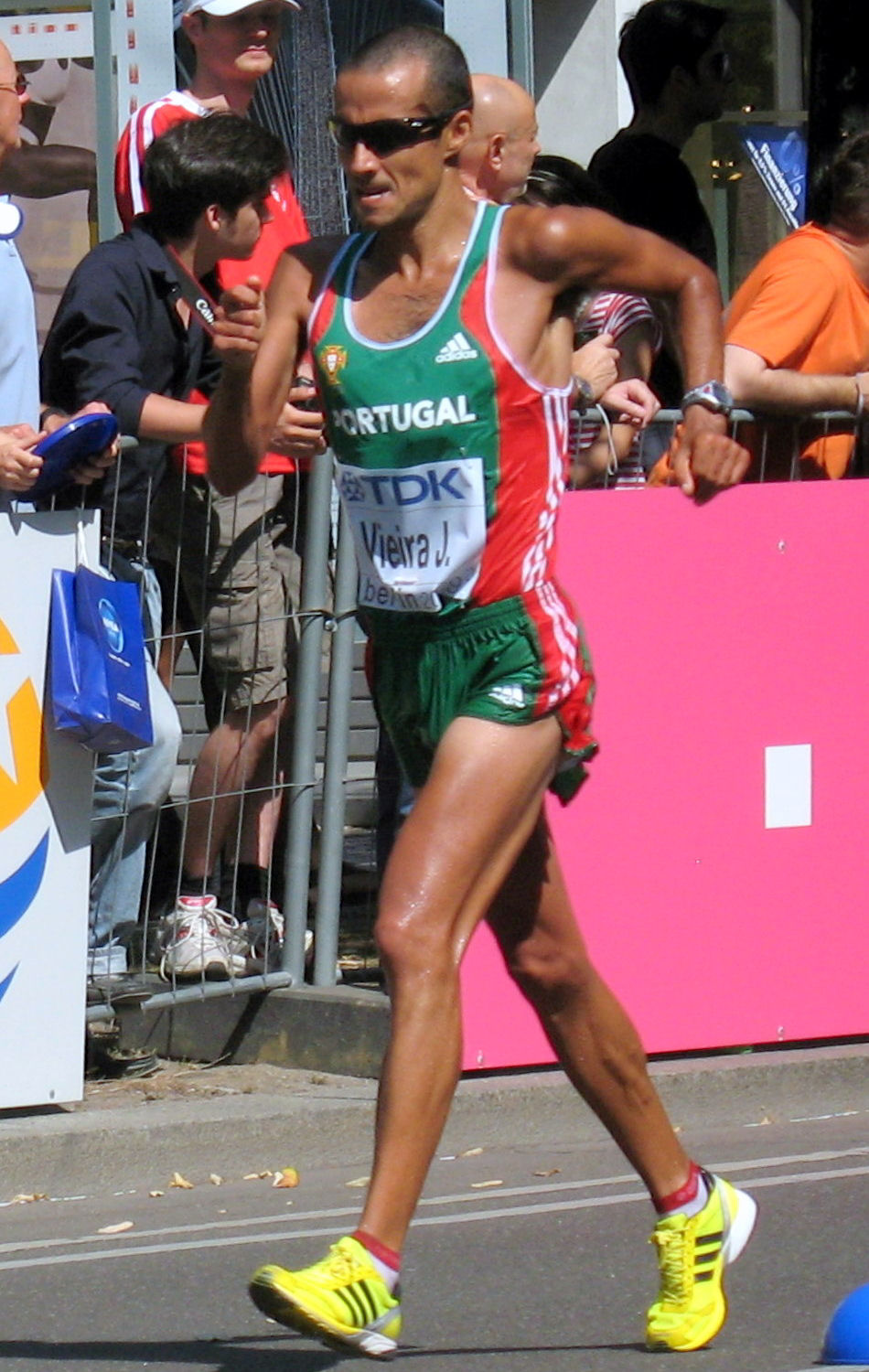
João Vieira beim Berlin-Marathon 2009
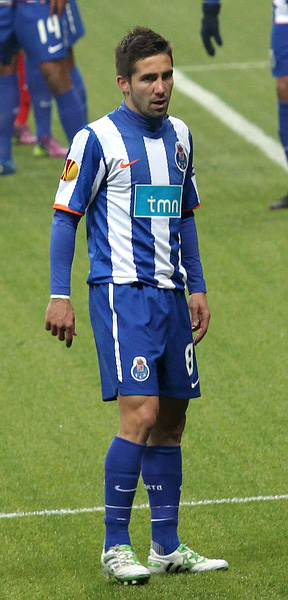
João Moutinho im Trikot des FC Porto
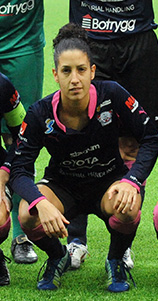
Cláudia Neto im Trikot des Linköpings FC